# George Uglow Pope
George Uglow Pope (ur. 20 kwietnia 1820, Wyspa Księcia Edwarda - zm. 11 lutego 1908, Oksford) – brytyjski misjonarz, tłumacz, badacz języka i literatury tamilskiej.

## Życiorys
Był anglikaninem. Misjonarz, przybył do Tirunelveli w dzisiejszym Tamilnadu pragnąc wspierać chrystianizację regionu. Biegle opanował język tamilski. Władał też płynnie łaciną oraz greką. Opublikował tłumaczenia klasycznych tekstów literatury tamilskiej, dołączając do nich swoje własne komentarze krytyczne. Pośród jego istotniejszych prac znalazły się przekłady Tirukkuralu oraz Naladiyar, późnych dzieł okresu klasycznego. Dostrzegał podobieństwa między aforyzmami składającymi się na pierwszy z tych tekstów a naukami wypływającymi z chrześcijaństwa. Wyrażał zresztą opinię, zgodnie z którą Tiruvalluvar, tradycyjny autor Tirukkuralu, mógł znajdować się pod wpływem wczesnych gmin chrześcijańskich zamieszkujących południe Indii.
Za dzieło życia Pope'a uznaje się zazwyczaj monumentalne tłumaczenie pochodzącego z X wieku tamilskiego tekstu religijnego Tiruvachagam. Jego wiedza z zakresu tamilskiego języka i kultury zyskała mu pośród Tamilów przydomek Pope Iyer. Słowo Iyer zazwyczaj używa się wyłącznie w odniesieniu do braminów. Pope zresztą sam zdawał sobie sprawę ze stopnia, w jakim poświęcił się tamilskiemu właśnie. W skreślonym w 1900 liście do przyjaciela wyznał, że niezależnie od tego kiedy przyjdzie mu zakończyć życie, na jego nagrobku znajdzie się inskrypcja opisująca go jako ucznia języka tamilskiego.